# ONCPB (basket-ball)
ONCPB est un club de basket-ball basé à Yaoundé (Cameroun), portant le nom de l'Office National de Commercialisation des Produits de Base.
Chez les hommes, le club est finaliste de la Coupe d'Afrique des clubs champions en 1991.
Chez les femmes, le club est finaliste de la Coupe d'Afrique des clubs champions en 1987.